# Franco da Guiné
O franco da Guiné (ISO 4217: GNF, abreviado como FG, Fr ou GFr), é a unidade monetária oficial da República da Guiné.

## História

### Primeiro franco da Guiné
O primeiro franco da Guiné foi introduzido em 1959, para substituir o então usado franco CFA. As primeiras moedas cunhadas variavam em 1, 5, 10 e 20 francos; já as cédulas variavam em 50, 100, 500, 1,000, 5,000 e 10,000 francos. Uma segunda série de cédulas, datada em 1º de março de 1960, foi emitida sem a nota de 10,000 francos; a mesma foi impressa por Thomas de la Rue. Ela incluía cores mais vividas e aprimoramento no relevo e nos recursos de segurança. Em 1962, foram feitos também aprimoramentos de design nas moedas.

### Segundo franco da Guiné
Em 1971, o franco foi substituído pelo syli a uma taxa de 1 syli = 10 francos, porém em 1985, o franco foi reintroduzido. As novas moedas variavam em 1, 5, 10, 25 e 50 francos e foram cunhadas em aço revestido, em latão e em cuproníquel; já as notas inicialmente variavam em 25, 50, 100, 500, 1,000 e 5,000 francos.
Uma segunda série introduzida em 1988, descontinuou as cédulas de 25 e 50 francos, substituindo as mesmas por moedas. Em 2006, mudanças de design e aprimoramentos de segurança, foram aplicados nas notas; também houve uma redução no tamanho da nota de 500 francos. Em 2017 foi lançada uma cédula de 10,000 francos.
Em 2010, foram lançadas cédulas comemorativas de 1,000, 5,000 e 10,000 francos, que celebravam o quinquagésimo aniversário do Banco Central, e da primeira emissão do franco da Guiné.
Em 2012 e 2015, respectivamente, foram emitidas notas de 10,000 e 20,000 francos. Novamente em 2018 e 2019, respectivamente, foram emitidas cédulas revisadas, também de 10,000 e 20,000 francos.